# Castellammare della Bruca
Castellammare della Bruca (oder Castellamare; Castrimaris in Dokumenten in Mittellatein) ist die Ruine einer befestigten Siedlung aus dem 11. oder 12. Jahrhundert über der Gemeinde Ascea in der italienischen Region Kampanien. Die Ruine liegt auf etwa 40 Meter ü.N.N. auf einem Felsvorsprung, auf dem einst die Akropolis der alten, griechischen Kolonie Elea (altrömisch: Velia) lag.
Daher wird der Ort auch Castellammare di Velia genannt, weil er im archäologischen Grabungsgebiet von Elea liegt.

## Geschichte

### Mittelalter
Es gibt Aufzeichnungen über eine Befestigung namens Castellum Velie in der letzten Periode der Sarazeneneinfälle, deren Namen noch Spuren der alten, verfallenen, griechischen Kolonie bewahrte.
Nach der normannischen Eroberung Süditaliens in den Jahren 1053–1054 und dem folglichen Rückgang der sarazenischen Bedrohung muss neben der Befestigung eine Siedlung gebaut worden sein, deren Existenz im Jahr 1113 dokumentiert ist.
Aus normannischer Zeit stammt auch die Capella Palatina (geweiht dem Heiligen Quiricio oder Quirino), die in einem Dokument von 1144 erwähnt ist und heute noch zu sehen ist.
Die Siedlung erhielt im 12. Jahrhundert den Namen „Castellammare della Bruca“, vermutlich wegen eines riesigen Waldes von Steineichen (it. (volkstümlich): bruca) in der Nähe, der sich von Cuccaro Vetere bis zur Küste ausdehnte. Dieser Wald wird in einem Diplom aus dem Jahr 1030 erwähnt, mit dem der Langobarde Guaimario IV., der 17-Jährige Herzog von Salerno, den Wald der Abtei Cava de’ Tirreni stiftete. Außerdem verrät der Ortsname, wie inzwischen in der Erinnerung vollständig verloren gegangen ist, auch die alte, griechische Kolonie, die später den Status eines römischen Municipiums angenommen hat.

### Neuzeit
Die Siedlung war auch noch in der ersten Hälfte des 17. Jahrhunderts bewohnt und die Zählung der Herde 1648 ergab die Existenz von 12 Familien („Herden“), aber von da an wurde sie nach und nach verlassen oder aufgelassen, denn in der nächsten Zählung im Jahre 1669, nach der Pestepidemie, die Italien und das Königreich Neapel 1656 heimsuchte, findet sich keine Spur mehr von der Siedlung.

### 19.–21. Jahrhundert
Im 19. Jahrhundert zeigte sich die Siedlung den Reisenden und Geographiewissenschaftlern vollständig in Ruinen.
François Lenormant wird das Verdienst zugeschrieben, das Potential dieser archäologischen Stätte der phokaischen Kolonie erkannt zu haben, die das Ziel eingehender Forschungen war. Dieser aber brachte sie trotz seiner dringenden Forderungen erst Anfang des 20. Jahrhunderts ans Licht.
Die Siedlung wurde in den ersten Jahrzehnten des 20. Jahrhunderts vollständig zerstört, um den Beginn einer umfassenden Grabungskampagne zu ermöglichen, die die alte, griechische Kolonie Elea ans Licht brachte. Lediglich die Capella palatina, aus der später ein kleines Antiquarium der archäologischen Stätte gemacht wurde, die noch kein Museum besaß, trotz Jahrzehnte langer, bedeutender Funde.